# Ingenio
|  | Per a les factories de sucre d'Amèrica, vegeu Ingeni sucrer. |

Ingenio és un municipi de l'illa de Gran Canària, a les illes Canàries. El seu nom procedeix del cultiu i processament de la canya de sucre en un ingeni, cosa que assenyala el seu origen històric com a vila sucrera. Aquest municipi acull, juntament amb el veí de Telde, l'Aeroport Internacional de Gran Canària, un dels més importants d'Espanya.
A Ingenio es conserven tradicions canàries com les randes i l'artesania, i cada estiu s'hi celebra el Festival Internacional de Folklore, amb la participació de grups musicals de països tan diversos com Mèxic, Romania, Colòmbia, Rússia, Uganda, etc.
Avui dia, molts dels seus barris i agregats conserven topònims referents a les parts de la canya de sucre que es conreava per aquestes terres: per exemple, La Bagacera, Carrizal o El Sequero.

## Barris
| Barri            | Situació | Barri            | Situació |
| ---------------- | -------- | ---------------- | -------- |
| Aguatona         | Ingenio  | Albercón         | Ingenio  |
| Barrio Nuevo     | Carrizal | Carrizal Casco   | Carrizal |
| Cercado Grande   | Ingenio  | Cercado Matos    | Ingenio  |
| Cuesta Caballero | Ingenio  | El Burrero       | Carrizal |
| El Cristo        | Ingenio  | El Cuarto        | Ingenio  |
| El Lirón         | Ingenio  | El Santísimo     | Ingenio  |
| El Sequero       | Ingenio  | El Valle         | Ingenio  |
| Ingenio Casco    | Ingenio  | La Capellanía    | Carrizal |
| La Hoyeta        | Ingenio  | La Jurada        | Carrizal |
| La Longuera      | Ingenio  | La Montañeta     | Ingenio  |
| La Pastrana      | Ingenio  | La Tarifa        | Ingenio  |
| Las Leonas       | Ingenio  | Las Majoreras    | Carrizal |
| Las Puntillas    | Carrizal | Llano de la Cruz | Ingenio  |
| Lomo Cardón      | Carrizal | Lomo Juan        | Ingenio  |
| Los Molinillos   | Ingenio  | Vista Alegre     | Carrizal |
| Vuelta Olivares  | Carrizal |                  |          |

## Població
| Any  | Població | Densitat   |
| ---- | -------- | ---------- |
| 1991 | 21.807   | -          |
| 1996 | 24.394   | -          |
| 2001 | 24.439   | 643,13/km² |
| 2002 | 25.681   | -          |
| 2003 | 26.433   | 692,87/km² |
| 2004 | 26.857   | 691,66/km² |
| 2005 | 27.308   | 715,81/km² |
| 2006 | 27.934   | 732,21/km² |
| 2007 | 28.132   | 737,4/km²  |